# Valdemarsro
Valdemarsro är ett bostads- och industriområde i stadsdelen Kirseberg, Malmö. Området ligger norr om Riksväg 11, mellan Inre ringvägen och Sege å, som utgör gräns mot Burlövs kommun.
En del av nedlagda Bulltofta flygplats startbana finns kvar som halkövningsbana. Även annan verksamhet är till stor del fordonsinriktad, där Svensk Bilprovning har en anläggning här. Norr om den finns småhusbebyggelse av varierande ålder. I området ligger även Valdemarsro förskola, Valdemarsro gymnasium samt en park vid utkanten. Vattenverksvägen genomkorsar även området.